# ФК Боавища
Футебол Клубе Боавища (на португалски: Boavista Futebol Clube), по-известен като Боавища, е спортен клуб от Порто, Португалия. Основан е през 1903 г. и е вторият по големина и успехи клуб в Порто. Освен футбол, развива още секции по волейбол, шахмат, гимнастика, колоездене и футзал. Домакинските си срещи играе на Ещадио до Беса построен през 1973 г. и рекунстроиран за домакинството на Евро 2004.
Заедно с отбора на Белененсеш са единствените португалски клубове извън „Трите големи“ (Бенфика, ФК Порто и Спортинг Лисабон), печелили шампионската титла в Португалската лига.

## История
Първия си по-значителен успех във вътрешния шампионат „шахматистите“ постигат през сезон 1975 – 76 под ръководството на Жозе Мария Педрото, като завършват втори. През 1998 – 99 г. повтарят успеха си и отново се окичват със сребърните медали. Накрая, през 2000 – 01 Боавища печели Португалската лига, като шампионът е определен едва в последния кръг от първенството. На 18 май 2001 г. Боавища побеждава като гост Авеш с 0:3 и запазва преднината си от една точка в крайното класиране пред градския си съперник – Порто. През следващия сезон не успява да защити титлата си и завършва втори, на пет точки разлика след новия шампион – Спортинг Лисабон.
От 70-те години насам Боавища е редовен участник в Европейските клубни турнири по футбол. В турнира за Купата на УЕФА достига до полуфинал през 2003 г., където губят от шотландския Селтик. На финала съгражданите им от ФК Порто побеждават шотландците и вдигат трофея. В същия турнир през 1981 – 82 Боавища елиминира Атлетико Мадрид с 5:4 в първия кръг. През 1986 – 87 отстраняват Фиорентина, но губят от ФК Рейнджърс. През 1991 – 92 успяват да елиминират Интер Милано с 2:1, а през 1993 – 94 след като отстраняват Лацио и гръцкия ОФИ Крит, отстъпват на 1/4 финала от Карлсруе.
Клубът има 2 участия и в Шампионската лига, като през 1999 г. се представя повече от скромно, но при второто си участие през 2001 г. сътворява истинска сензация, финиширайки на второ място след Ливърпул и пред Борусия Дортмунд и Динамо Киев. Във втората фаза от турнира „шахматистите“ срещат предизвикателства като Манчестър Юнайтед и Байерн Мюнхен. Завършват на трето място в групата след победа и равен от двубоите си с френския Нант, и реми с немския колос. Треньор на отбора по това време е Хайме Пачеко. От клуба за големия футбол са тръгнали звезди като Петит, Нуно Гомеш и Жоао Пинто.
През сезон 2007 – 08 Боавища завършва на 9-о място в крайното класиране, но е изхвърлен от елита заради разразилият се корупционен скандал, засегнал водещите португалски клубове.

## Успехи
Национални
- Лига Сагреш
  -  Шампион (1): 2000/01
  -  Вицешампион (3): 1975/76, 1998/99, 2001/02
- Купа на Португалия:
  -  Носител (5): 1974/75, 1975/76, 1978/79, 1991/92, 1996/97
  -  Финалист (1): 1992/93
- Суперкупа на Португалия:
  -  Носител (3): 1979, 1992, 1997
  -  Финалист (1): 2001

- Лига де Онра: (2 ниво)
  -  Шампион (2): 1936/37, 1949/50

Международни
- Малка купа на мира:
  -  Финалист (1): 1975

## Известни бивши футболисти
- Карлош Мануел
- Диамантино Миранда
- Жоао Пинто
- Алмани Морейра
- Нуно Гомеш
- Петит
- Рикардо Перейра
- Жозе Босингва
- Раул Мейрелеш
- Зе Каланга
- Матеус да Коща
- Ервин Санчес
- Роланд Линц
- Муртала Диаките
- Джими Флойд Хаселбанк
- Йон Тимофте
- Фари Файе

## Български футболисти
- Едуард Ераносян: 1991 – (8 мача – 0 гола)